# Oxypoda skalitzkyi
Oxypoda skalitzkyi är en skalbaggsart som beskrevs av Max Bernhauer 1902. Oxypoda skalitzkyi ingår i släktet Oxypoda, och familjen kortvingar. Arten är reproducerande i Sverige.